# L'Estrella de plata
Per la condecoració dels Estats Units, vegeu Estrella de Plata
L'Estella de plata (anglès: The Adventure of Silver Blaze), un dels 56 contes de Sherlock Holmes escrits per Sir Arthur Conan Doyle, és el primer dels 12 del cicle recollit com a Les memòries de Sherlock Holmes. Va ser publicat per primera vegada a The Strand Magazine el desembre de 1892.
Doyle va considerar "Estela de plata" entre les seves històries preferides de Sherlock Holmes. Un dels contes breus de Sherlock Holmes més populars, "Estela de plata" se centra en la desaparició del cavall de carrera homònim (un famós guanyador, propietat d'un tal coronel Ross) la vigília d'una carrera important i en l'aparent assassinat de el seu entrenador. La història es distingeix pel seu ambient atmosfèric a Dartmoor i el seu ambient esportiu de finals de la victòria.

## Resum de la trama

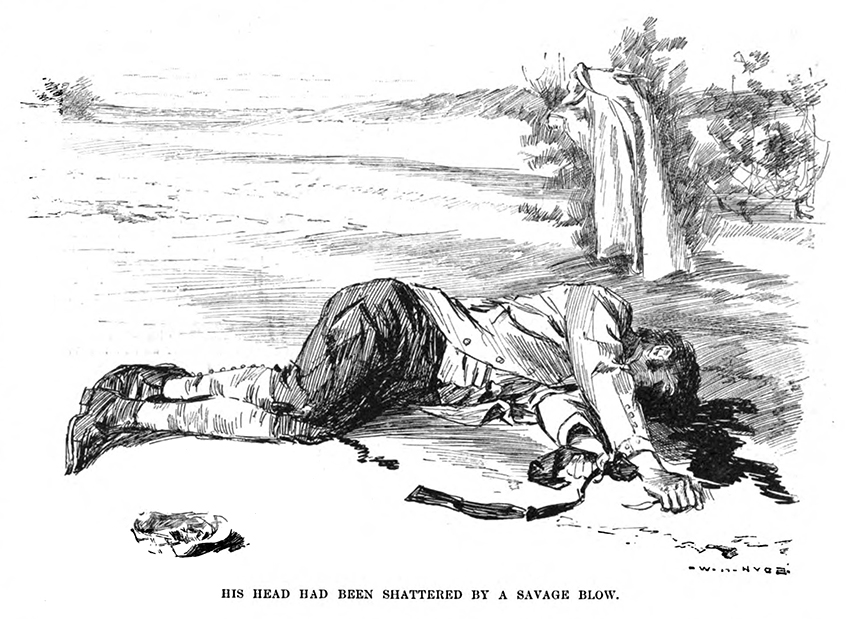
El cos de John Straker, il·lustració de W. H. Hyde a Harper's Weekly

Sherlock Holmes i la seva parella, el doctor Watson, viatgen en tren a Dartmoor per investigar un delicte de desaparició del gran cavall de carreres Estela de plata i l'assassinat de l'entrenador del cavall, John Straker. Holmes i Watson arriben a King's Pyland, on falta Estela de plata. El corredor d'apostes Fitzroy Simpson havia vingut a Dartmoor (i concretament a King's Pyland) per recollir informació sobre Estela de Plata i el seu company Bayard. S'havia acostat tant a la minyona de Straker com a un mosso d'estable la nit de la desaparició del cavall i ha estat arrestat per l'assassinat. No obstant això, per a Holmes, sembla que hi ha una sèrie de fets que no encaixen amb el cas contra Simpson, malgrat que sembli. Sembla estrany, per exemple, que condueixi el cavall cap al pantà simplement per fer-lo o matar-lo, cosa que es podria fer al seu estable. No podria haver robat l'animal. De què li serviria un pur sang tan famós? Per què una recerca exhaustiva del barri no ha trobat Estela de Plata? Què ha fet Simpson amb ell?
Sherlock Holmes aviat rastreja Estela de Plata, literalment: les seves petjades (juntament amb les d'un home) són clarament visibles al sòl, encara que de manera intermitent. Holmes també dedueix per què la policia no va trobar el cavall, tot i haver-lo mirat directament. Holmes assegura la seguretat d'Estela de Plata i es dedica a altres aspectes del cas.
John Straker, el difunt entrenador d'Estela de Plata, ha estat assassinat per un cop al crani, que se suposa que va ser administrat per Simpson amb el seu "advocat de Penang", un bastó de passeig. La corbata de Simpson també es troba a la mà de Straker, i l'abric d'aquest últim es troba cobert sobre un arbust de pelatge. Es troba un ganivet a l'escena del crim, un d'aspecte particularment delicat, amb una fulla petita. El doctor Watson, per la seva experiència mèdica, l'identifica com un bisturí de cataractes que s'utilitza per a la cirurgia més delicada; per molt útil que sigui per a aquest propòsit, no seria adequat com a arma. A més, Straker també sembla que s'ha fet un tallat al maluc amb ell.

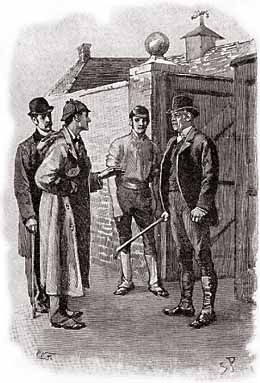
Holmes s'enfronta a Silas Brown, il·lustració de 1892 de Sidney Paget

Un dels mossos d'estable, Ned Hunter, estava de guàrdia la nit del crim, però demostra que estava drogat amb opi en pols posat al sopar. Ningú més que menjava el xai al curri fet a casa dels Straker aquell vespre va patir cap efecte nociu, però en Hunter estava en un profund estupor fins ben entrat l'endemà. Les butxaques de Straker contenien dos articles interessants: una espelma de sè i una factura de modista per (entre altres coses) un vestit de 22 guinees, fet per a un tal William Derbyshire. Hi ha el curiós incident amb el gos, i un problema amb les ovelles guardades a l'estable: un pastor li diu a Holmes que tres dels seus animals recentment s'han quedat coixos de sobte.
Els poders d'Holmes desvelen el misteri i descobreixen quins dolents s'han d'exposar. Visita la botiga del modista a Londres i determina, utilitzant la fotografia de Straker, que Straker es va fer passar per Derbyshire. Això estableix el seu motiu: tenia una amant amb gustos cars i va intentar influir en el resultat de la cursa per guanyar una gran quantitat de diners. El xai al curri també era una pista; només un plat tan picant podria haver emmascarat el gust de l'opi en pols, i era impossible per a Simpson organitzar un àpat molt condimentat aquella nit per als seus propòsits. Per tant, algú de la llar ha d'haver concebut la idea, és a dir, el mateix Straker.
El "curiós incident del gos a la nit" s'explica fàcilment: el gos no va fer soroll, perquè no hi havia cap estrany. Com explica Holmes: "Havia entès la importància del silenci del gos, perquè una inferència veritable suggereix invariablement altres... Òbviament, el visitant de mitjanit era algú a qui el gos coneixia bé". Va ser Straker qui va treure Estela de Plata del seu estable i el va conduir cap al pantà. El propòsit de Straker en fer-ho era fer servir el ganivet de cataractes per infligir una ferida lleu a una de les potes del cavall, fent-lo coixejar temporalment d'una manera que seria indetectable a l'examen i, per tant, probablement s'esgotava. Havia pensat fer servir la corbata de Simpson (que aquest últim va deixar caure quan va ser expulsat de King's Pyland) com a fona per subjectar la cama del cavall per tallar-la. Però en canvi, Straker va morir quan el cavall, sentint que alguna cosa anava malament, va entrar en pànic i va donar una coça a l'entrenador al cap. L'ovella coixa havia estat utilitzada per Straker per practicar.

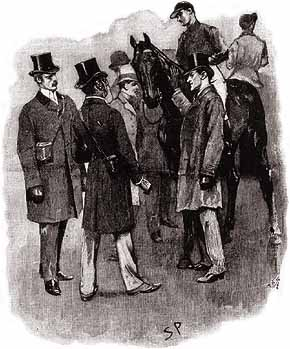
Holmes with Estela de Plata (front tenyit), il·lustració de 1892 de Sidney Paget

La principal preocupació del coronel Ross, és clar, és recuperar el seu cavall amb seguretat. Holmes decideix no dir-li a Ross on ha estat el seu cavall (tot i que ho sap des de sempre) fins després de la Copa Wessex, que guanya Estela de Plata. Al principi, el coronel no reconeix el seu propi cavall, ja que les marques blanques distintives de l'animal han estat cobertes amb tint. El cavall havia estat cuidat per un dels veïns del coronel, Silas Brown, que l'havia trobat deambulant pel pantà i l'havia amagat al seu graner. Aleshores, Holmes explica els detalls del cas pas a pas a satisfacció del coronel, Watson i l'inspector Gregory.
Gregory és un dels detectius de policia més competents amb els quals treballa Holmes al llarg de la seva carrera. Porta a terme una investigació exhaustiva del crim abans de l'arribada d'Holmes i reuneix totes les proves que Holmes necessita per resoldre el cas. Holmes assenyala que Gregory és "un oficial extremadament bo", i observa que l'única qualitat que li falta és la imaginació: la capacitat d'imaginar el que podria haver passat en una ocasió determinada i actuar segons aquesta intuïció.

## Historial de publicacions
"The Adventure of Silver Blaze" es va publicar al Regne Unit a The Strand Magazine el desembre de 1892, i als Estats Units a l'edició nord-americana del Strand el gener de 1893. També es va publicar a Harper's Weekly (Estats Units) el 25 de febrer de 1893. La història es va publicar amb nou il·lustracions de Sidney Paget a The Strand Magazine, i amb dues il·lustracions de WH Hyde a Harper's Weekly. Va ser inclòs a la col·lecció de contes Les memòries de Sherlock Holmes, que es va publicar el desembre de 1893 al Regne Unit i el febrer de 1894 als Estats Units.

## Adaptacions

### Cinema i televisió
Un dels curtmetratges de la sèrie de pel·lícules de Sherlock Holmes s'Éclair (1912) es va basar en la història. Georges Tréville va interpretar Sherlock Holmes a la sèrie de pel·lícules.
L'any 1923 es va estrenar una adaptació al curtmetratge protagonitzada per Eille Norwood en el paper de Holmes i Hubert Willis com el Dr Watson. Aquesta va formar part de la sèrie de pel·lícules de Sherlock Holmes de Stoll de 1921–1923, concretament el conjunt de pel·lícules estrenada l'any 1923 sota el títol de la sèrie The Last Adventures of Sherlock Holmes.
El 1937 es va estrenar la pel·lícula britànica Silver Blaze protagonitzada per Arthur Wontner com Holmes i Ian Fleming com Watson. La pel·lícula es va estrenar als Estats Units quatre anys més tard com Murder at the Baskervilles.
La història va ser adaptada com la pel·lícula de televisió de 1977  Silver Blaze protagonitzada per Christopher Plummer com Holmes i Thorley Walters com Watson.
La història va ser adaptada l'any 1988 per a The Return of Sherlock Holmes de la Granada TV protagonitzada per Jeremy Brett com Holmes i Edward Hardwicke com Watson.
Un episodi de la sèrie de televisió animada Sherlock Holmes al segle XXII es va basar en la història. L'episodi, titulat "9", es va emetre per primera vegada el 1999.
A Elementary, l'episodi "La marquesa" (temporada 2, episodi 7), va utilitzar elements de "Silver Blaze" a la trama.

### Ràdio
"Silver Blaze" va ser adaptat per Edith Meiser com a episodi de la sèrie de ràdio  The Adventures of Sherlock Holmes amb Richard Gordon com Sherlock Holmes i Leigh Lovell com el Dr. Watson. L'episodi es va emetre el 8 de desembre de 1930. Altres episodis adaptats de la història es van emetre el maig de 1935 (amb Louis Hector com a Holmes i Lovell com a Watson) i l'abril de 1936 (amb Gordon com a Holmes i Harry West com a Watson). Meiser també va adaptar la història de The New Adventures of Sherlock Holmes per a un episodi de 1939 amb Basil Rathbone com Holmes i Nigel Bruce com Watson. També es va dramatitzar com un episodi de 1943 de la sèrie.
Una dramatització radiofònica de la història es va emetre a la ràdio britànica el 1938, titulada "Sherlock Holmes and the Adventure of Silver Blaze". Una adaptació diferent de la història es va emetre a la BBC Home Service el 1945 amb Laidman Browne com a Holmes i Norman Shelley com a Watson. Una adaptació de ràdio protagonitzada per John Gielgud com Holmes i Ralph Richardson com Watson es va emetre a la ràdio NBC el març de 1955.
El 1962 es va emetre una dramatització de "Silver Blaze" al BBC Light Program, com a part de la sèrie de ràdio de 1952–1969 protagonitzada per Carleton Hobbs com Holmes i Norman Shelley com Watson. Una altra adaptació es va emetre a la ràdio britànica el 1978, protagonitzada per  Barry Foster com Holmes i David Buck com Watson.
"Silver Blaze" va ser dramatitzat per a la BBC Radio 4 el 1992 per Bert Coules com un episodi de la sèrie de ràdio 1989–1998 protagonitzada per Clive Merrison com Holmes i Michael Williams com Watson. Va comptar amb Jack May com el coronel Ross, Susan Sheridan com la senyora Straker, Brett Usher com Silas Brown, Terence Edmond com l'inspector Gregory i Petra Markham com Edith.
Un episodi de 2014 de la sèrie de ràdio The Classic Adventures of Sherlock Holmes va ser adaptat de la història, amb John Patrick Lowrie com a Holmes i Lawrence Albert com a Watson.

### Altres
El 1966, el fabricant de trencaclosques Springbok va llançar un trencaclosques circular anomenat "Silver Blaze - From the Memories of Sherlock Holmes". L'objectiu era resoldre el misteri mitjançant un llibret de contes adjunt combinat amb escenes representades al trencaclosques. També es va incloure una solució segellada.

## A la cultura popular
El títol de la novel·la premiada de Mark Haddon The Curious Incident of the Dog in the Night-Time prové d'un comentari fet per Sherlock Holmes a "Silver Blaze". El protagonista d'aquesta novel·la, Christopher John Francis Boone, esmenta Sherlock Holmes diverses vegades al llarg del llibre.
A l'episodi "Service of All the Dead" de la sèrie de televisió Inspector Morse, Morse pregunta al sergent Lewis fins a quin punt coneix el seu Sherlock Holmes i comença a citar el passatge, després un agent (un extra) diu el punch per a més desconcert de Lewis.
Sense fer referència o citar explícitament la història de Sherlock Holmes, el silenci d'un gos a la nit és també una pista a la pel·lícula criminal Beck – Mannen utan ansikte .
A Guards! Guards! Sir Terry Pratchett es refereix a "el curiós incident de l'orangutà a la nit".
Al quart llibre dels Tres Investigadors, El misteri del fantasma verd, Júpiter Jones recorda aquesta història de Sherlock Holmes. Utilitza el fet que un gos no fa res a la nit, en presència del fantasma verd homònim, per resoldre el misteri: el fantasma no hi és realment.
La frase "el gos no va lladrar" s'utilitza sovint com a forma taquigràfica de dir que si creiem que una proposició es fa vertadera en virtut de la correspondència amb un fet, aleshores l'absència d'un o més fets rellevants indica que la proposició és probablement no és cert. Això se sol anomenar evidència d'absència, per la qual cosa l'expectativa d'evidència fa que la seva absència sigui significativa. Com que ens esperaria que un gos guardià (com a la història de Holmes) bordés si el cavall que custodiava era robat per un lladre, el fet que el gos no bordés quan es va produir el robatori probablement significa que el lladre era algú conegut pel gos. com una persona amable i no un desconegut. L'absència d'un fet esperat (el lladruc del gos si un desconegut hagués robat el cavall) redueix la llista de probables sospitosos que podrien ser el lladre.